# Lijst van vlaggen van Bulgarije
Dit is een lijst van vlaggen van Bulgarije.

## Nationale vlag (perFIAV-codering)
|          | Civiele vlag | Staatsvlag | Oorlogsvlag |
| -------- | ------------ | ---------- | ----------- |
| Te land  | · ?          | · ?        | · ?         |
| Te water | · ?          | · ?        | · ?         |

## Militaire vlaggen
De oorlogsvlag is reeds in de eerste tabel te vinden.
| Vlag | Periode | Functie                       | Beschrijving                                                            |
| ---- | ------- | ----------------------------- | ----------------------------------------------------------------------- |
|      |         | Geus van de Bulgaarse marine. | Een groen andreaskruis achter een rood Sint-Joriskruis op een wit veld. |
|      |         | Vlag van de kustwacht.        |                                                                         |

## Vlaggen van etnische minderheden
| Vlag | Periode | Functie                        | Beschrijving |
| ---- | ------- | ------------------------------ | ------------ |
|      |         | Vlag van de Turkse minderheid. |              |